# Stimmkreis Rosenheim-West
Der Stimmkreis Rosenheim-West (Stimmkreis 128 seit der Landtagswahl 2018) ist ein Stimmkreis in Oberbayern. Er umfasst die Städte Bad Aibling, Kolbermoor und Wasserburg a.Inn sowie die Gemeinden Albaching, Babensham, Brannenburg, Bruckmühl, Edling, Flintsbach a.Inn, Großkarolinenfeld, Kiefersfelden, Neubeuern, Nußdorf a.Inn, Oberaudorf, Pfaffing, Ramerberg, Raubling, Rott a.Inn, Schechen, Soyen und Tuntenhausen des Landkreises Rosenheim.

## Landtagswahl 2023
Zur Landtagswahl 2023 traten folgende Parteien und Direktkandidaten im Stimmkreis Rosenheim-West an und erzielten folgende Ergebnisse:
| Nr. | Direktkandidat        | Partei           | Erststimmen in % | Gesamtstimmen in % |
| --- | --------------------- | ---------------- | ---------------- | ------------------ |
| 1   | Sebastian Friesinger  | CSU              | 37,8             | 35,6               |
| 2   | Martina Thalmayr      | GRÜNE            | 14,5             | 14,1               |
| 3   | Josef Lausch          | Freie Wähler     | 20,6             | 18,2               |
| 4   | Franz Bergmüller      | AfD              | 14,5             | 14,6               |
| 5   | Heinz Oesterle        | SPD              | 5,8              | 5,9                |
| 6   | Dirk Peschutter       | FDP              | 2,9              | 3,0                |
| 7   | Martin Bauhof         | LINKE            | 1,3              | 1,3                |
| 8   | Florian Weber         | BP               | 1,8              | 1,7                |
| 9   | Christine Mehlo-Plath | ÖDP              | 1,6              | 1,6                |
| 10  | Nasrin Kunzelmann     | Die PARTEI       | 0,9              | 0,8                |
| 11  | Peter Steyrer         | Tierschutzpartei | 1,2              | 1,2                |
| 12  | Julia Vogt            | V-Partei³        | 0,2              | 0,2                |
| 13  | -                     | PdH              | -                | 0,1                |
| 14  | Peggy Galic           | dieBasis         | 1,5              | 1,5                |
| 15  | -                     | Volt             | -                | 0,2                |

## Landtagswahl 2018
Im Stimmkreis waren insgesamt 109.541 Einwohner wahlberechtigt. Die Landtagswahl am 14. Oktober 2018 hatte folgendes Ergebnis:
| Direktkandidat          | Partei               | Erststimmen in % | Gesamtstimmen in % | Veränderung der Gesamtstimmen im Vergleich zur Landtagswahl 2013 in % |
| ----------------------- | -------------------- | ---------------- | ------------------ | --------------------------------------------------------------------- |
| Otto Lederer            | CSU                  | 37,8             | 39,2               | - 14,9                                                                |
| Alexandra Burgmaier     | SPD                  | 7,2              | 7,0                | − 9,1                                                                 |
| Christine Degenhart     | Freie Wähler         | 12,0             | 10,6               | + 3,8                                                                 |
| Martin Knobel           | GRÜNE                | 16,3             | 16,8               | + 7,7                                                                 |
| Michael Linnerer        | FDP                  | 5,5              | 5,2                | + 2,9                                                                 |
| Christian Peiker        | LINKE                | 3,0              | 2,7                | + 1,2                                                                 |
| Florian Weber           | BP                   | 4,0              | 3,9                | − 0,6                                                                 |
| Ludwig Maier            | ÖDP                  | 2,1              | 1,9                | - 0,2                                                                 |
| Olaf Konstantin Krueger | PIRATEN              | 0,5              | 0,5                | - 1,3                                                                 |
| Franz Bergmüller        | AfD                  | 10,6             | 10,5               | + 10,5                                                                |
| -                       | LKR                  | -                | 0,0                | + 0,0                                                                 |
| Joseph Altenburger      | mut                  | 0,6              | 0,6                | + 0,6                                                                 |
| -                       | Die Humanisten       | -                | 0,1                | + 0,1                                                                 |
| Peter Schwab            | Die Partei           | 0,6              | 0,5                | + 0,5                                                                 |
| -                       | Gesundheitsforschung | -                | 0,1                | + 0,1                                                                 |
| -                       | Tierschutzpartei     | -                | 0,4                | + 0,4                                                                 |
| -                       | V-Partei³            | -                | 0,1                | + 0,1                                                                 |

Neben dem direkt gewählten Stimmkreisabgeordneten Otto Lederer (CSU) wurde der AfD-Kandidat Franz Bergmüller über die Bezirksliste seiner Partei in den Landtag gewählt.

## Landtagswahl 2013
Wahlberechtigt waren bei der Landtagswahl vom 15. September 2013 insgesamt 106.979 Einwohner. Die Wahl hatte im Stimmkreis Rosenheim-West folgendes Ergebnis:
| Direktkandidat       | Partei       | Erststimmen in % | Gesamtstimmen in % | +/- Gesamtstimmen ggü. 2008 in %-P. |
| -------------------- | ------------ | ---------------- | ------------------ | ----------------------------------- |
| Otto Lederer         | CSU          | 51,8             | 54,1               | + 10,7                              |
| Maria Noichl         | SPD          | 14,8             | 15,9               | + 0,5                               |
| Christine Degenhardt | Freie Wähler | 8,2              | 6,8                | - 1,8                               |
| Peter Rutz           | GRÜNE        | 10,5             | 9,1                | - 2,7                               |
| Adrian Gluchow       | FDP          | 2,2              | 2,3                | - 6,0                               |
| Sophia Jokisch       | LINKE        | 1,7              | 1,5                | - 1,7                               |
| Wilhelm Bothar       | ÖDP          | 1,9              | 2,1                | - 0,1                               |
| Markus Schmid        | REP          | 1,9              | 1,7                | - 2,1                               |
| Florian Weber        | BP           | 5,0              | 4,5                | + 2,3                               |
| -                    | BüSo         | -                | 0,0                | 0,0                                 |
| -                    | Die Freiheit | -                | 0,1                | n.k.                                |
| Bernhard Häusler     | PIRATEN      | 2,0              | 1,8                | n.k.                                |

## Landtagswahl 2008
Die Landtagswahl 2008 hatte folgendes Ergebnis:
| Direktkandidat        | Partei       | Erststimmen in % | Gesamtstimmen in % | Veränderung der Gesamtstimmen im Vergleich zur Landtagswahl 2003 in % |
| --------------------- | ------------ | ---------------- | ------------------ | --------------------------------------------------------------------- |
| Annemarie Biechl      | CSU          | 43,5             | 43,4               | - 22,7                                                                |
| Maria Noichl          | SPD          | 15,9             | 15,4               | + 0,6                                                                 |
| Wigbert Dehler        | GRÜNE        | 9,5              | 11,8               | + 3,3                                                                 |
| Franz Bergmüller      | Freie Wähler | 9,3              | 8,6                | + 5,8                                                                 |
| Heinz Benninghoven    | FDP          | 8,6              | 8,4                | + 6,3                                                                 |
| Dieter Heide          | REP          | 4,1              | 3,8                | + 1,1                                                                 |
| Christine Mehlo-Plath | ödp          | 2,3              | 2,2                | + 0,2                                                                 |
| Florian Weber         | BP           | 2,3              | 2,2                | + 1,8                                                                 |
| -                     | BüSo         | -                | 0,0                | - 0,2                                                                 |
| Sepp Obermeier        | LINKE        | 3,3              | 3,2                | + 3,2                                                                 |
| Miryam Dahmen         | VIOLETTE     | 0,4              | 0,3                | + 0,3                                                                 |
| Philip Kraus          | NPD          | 0,7              | 0,7                | + 0,7                                                                 |